# 陳世隆
陈世隆（?—?），字彦高。元代钱塘（今浙江杭州）人。

## 生平
從祖陳思。陳世隆曾將陈思编刊之《两宋名贤小集》補增至三百八十卷。於元顺帝至正年間因避兵禍，馆居秀水闻川（今嘉兴王江泾镇），元末死于兵燹。著有《北轩笔记》一卷。另辑有《宋诗拾遗》二十三卷，今存八卷。